# エルペノル症候群
- エルペノール症候群

エルペノル症候群（仏: Syndrome d'Elpénor, 英: Elpenor syndrome）とは、飲酒したことによってヒトに起こる酔いの状態の中でも、病的酩酊に分類される、異常な酔い方の類型の1つのことである。なおエルペノール症候群と表記されることもあるほか、別名としてアルコール寝ぼけ（独: Alkohol schlaftrunkenheit）と呼ばれる場合もある。
エルペノル症候群は、1900年にはハンス・グルッデンによって、病的酩酊の中でも重要な類型だと述べられていた。この病気を持っていると、酒を飲んで酩酊して、一旦眠り込んだ後に、寝ぼけたような状態となって動き回るという症状が現れる。そしてこの動き回っている間の記憶は当人には存在せず、どのような行為をしていたのかも判らない。この症状が問題となるのは、動き回っている間の行為が犯罪であろうと何であろうと、お構いなしになってしまうという点である。
この病名に付けられている「エルペノル」とは、ホメロスの叙事詩『オデュッセイア』の登場人物の名前に由来している。エルペノル（エルペーノール）はオデュッセウスの部下で、酒に酔ってアイアイエー島にあるキルケーの宮殿の屋根の上で眠り、翌朝オデュッセウス一行が冥界に向けて出発しようとしているのに気づいて目を覚ましたが自分がどこにいるかわからず屋根から落ちて首の骨を折った。正気に戻った時には死者となって冥界にいたというエピソードを持つ。それがちょうどこの症状に重なることから、この名が付けられたとされる。